# 受降镇
受降镇，中国浙江省西北部杭州市富阳区以前下辖的一个镇。受降镇原名长新乡，为纪念驻浙江地区的侵华日军133师团在这里向中国政府投降，长新乡在1950年改名为受降乡，1987年撤乡建镇。受降镇是浙江省百强乡镇，全国千强乡镇。2013年6月并入新成立的银湖街道。

## 辖区
该镇辖有：梓树村、受降村、新常村、大庄村、东坞山村、银湖村。